# 平山成信
平山 成信（ひらやま なりのぶ、嘉永7年11月6日〈1854年12月25日〉- 昭和4年〈1929年〉9月25日）は、日本の官僚。内閣書記官長、内閣総理大臣秘書官、貴族院勅選議員、宮中顧問官、枢密顧問官等を歴任。男爵。

## 人物
幕臣・奥右筆頭、竹村久成の子として東京生まれ、幕臣・神道家の平山省斎（敬忠）養嗣子となる。農商務省・外務省・大蔵省などの勤務を経て、第1次松方内閣・第2次松方内閣で内閣書記官長を務める。1894年（明治27年）1月23日、貴族院議員に勅選され、1919年（大正8年）10月27日、枢密顧問官に就任し、同年11月5日、貴族院議員を辞職した。
1908年（明治41年）11月7日、宮中顧問官兼別当（有栖川宮付）に任じられる。1911年（明治44年）7月8日、宮中顧問官を辞任したが、1912年（明治45年）3月13日に宮中顧問官を兼任した。1913年（大正2年）11月11日、別当を辞し宮中顧問官の専任となる。
第5代日本赤十字社社長。また、帝国女子専門学校（現・相模女子大学）の設立にも携わり、校長に就任した。1924年（大正13年）に男爵に叙される。1929年（昭和4年）9月25日、胃癌のため76歳で死去。

## 栄典
位階
- 1881年（明治14年）8月30日 - 従六位[12]
- 1884年（明治17年）6月30日 - 正六位[12][13]
- 1891年（明治24年）
  - 4月1日 - 従五位[12][14]
  - 6月25日 - 従四位[12][15]
- 1897年（明治30年）3月22日 - 正四位[12][16]
- 1898年（明治31年）9月20日 - 従三位[12][17]
- 1911年（明治44年）6月30日 - 正三位[12][18]
- 1918年（大正7年）7月10日 - 従二位[12][19]
- 1927年（昭和2年）12月15日 - 正二位[12][20]

爵位
- 1924年（大正13年）2月11日 - 男爵[12][21]

勲章等
| 受章年                     | 略綬 | 勲章名                       | 備考 |
| -------------------------- | ---- | ---------------------------- | ---- |
| 1889年（明治22年）6月19日  |      | 勲六等瑞宝章                 |      |
| 1892年（明治25年）6月29日  |      | 勲五等瑞宝章                 |      |
| 1893年（明治26年）12月28日 |      | 勲四等瑞宝章                 |      |
| 1899年（明治32年）12月27日 |      | 勲三等瑞宝章                 |      |
| 1903年（明治36年）12月14日 |      | 旭日中綬章                   |      |
| 1906年（明治39年）4月1日   |      | 勲二等旭日重光章             |      |
| 1911年（明治44年）6月19日  |      | 金杯一組                     |      |
| 1912年（大正元年）8月1日   |      | 韓国併合記念章               |      |
| 1915年（大正4年）11月10日  |      | 大礼記念章（大正）           |      |
| 1916年（大正5年）5月25日   |      | 金杯一組                     |      |
| 1918年（大正7年）3月28日   |      | 勲一等瑞宝章                 |      |
| 1919年（大正8年）2月11日   |      | 金杯一個                     |      |
| 1920年（大正9年）11月1日   |      | 大正三年乃至九年戦役従軍記章 |      |
| 1920年（大正9年）11月1日   |      | 金杯一個                     |      |
| 1925年（大正14年）1月14日  |      | 御紋付銀杯                   |      |
| 1926年（大正15年）2月25日  |      | 旭日大綬章                   |      |
| 1928年（昭和3年）11月10日  |      | 大礼記念章（昭和）           |      |
| 1929年（昭和4年）9月25日   |      | 旭日桐花大綬章               |      |
| 1929年（昭和4年）9月25日   |      | 帝都復興記念章               |      |

外国勲章佩用允許
| 受章年                     | 国籍           | 略綬 | 勲章名             | 備考 |
| -------------------------- | -------------- | ---- | ------------------ | ---- |
| 1907年（明治40年）11月29日 | プロイセン王国 |      | 赤十字第三等記章   |      |
| 1927年（昭和2年）4月19日   | ドイツ国       |      | 赤十字第一等名誉章 |      |

## 親族
- 先妻：睦子（松井巌二女）[35]
- 先妻：たけ（鍋島幹二女）[35]
- 長女：温（小村欣一夫人）[35]
- 三男：平山洋三郎（貴族院男爵議員）[35]
- 五女：信（神戸徳太郎夫人）[35]
- 七女：達子（姉・小村温養女、石坂弘夫人）[35]